# Georg Baur
Pour les articles homonymes, voir Baur.
Georg Hermann Carl Ludwig Baur est un  zoologiste bavarois, né le 4 janvier 1859 à Weisswasser en royaume de Bohême et mort le 25 juin 1898 à Munich[réf. nécessaire].

## Biographie
Il a la chance de suivre les cours des plus grands anatomistes et paléontologues allemands de l’époque comme Carl Theodor Ernst von Siebold (1804-1885) et Karl Alfred von Zittel (1839-1904) de l’université de Munich, Rudolf Leuckart (1822-1898) et Julius Victor Carus (1823-1903) de l’université de Leipzig.
Il obtient son doctorat à Munich en 1882 et est, pendant quelque temps, assistant en histologie. Il obtient, en 1884, le poste d’assistant d’Othniel Charles Marsh (1831-1899) au Yale College aux  États-Unis. Il quitte ses fonctions en 1890 à la suite de dispute grandissante avec Marsh et parce qu’il ne peut obtenir un poste de professeur d’anatomie.
Il est alors embauché par l’université Clark du Massachusetts. Il fait un voyage de cinq mois dans l’archipel des Galapagos d’où il rapporte d’importantes collections.
En 1892, la nouvelle université de Chicago crée un département de biologie et embauche tout le personnel de l’université Clark, dont Baur. Celui-ci obtient un poste de professeur-assistant d’ostéologie comparée et de paléontologie.
Baur commence à développer des signes de paralysie motrice. En 1897, ses amis le persuadent de retourner à Munich pour s’y reposer mais son état se dégrade et il est hospitalisé et il meurt peu après à 39 ans.
Il avait presque terminé une vaste monographie des tortues d’Amérique du Nord et n’est publié qu’en partie par Oliver Perry Hay (1846-1930) en 1908.